# Danse Danse
 (juin 2021).
 (juin 2021).
 (juin 2021).
La mise en forme du texte ne suit pas les recommandations de Wikipédia : il faut le « wikifier ».
Les points d'amélioration suivants sont les cas les plus fréquents. Le détail des points à revoir est peut-être précisé sur la page de discussion.
- Les titres sont pré-formatés par le logiciel. Ils ne sont ni en capitales, ni en gras.
- Le texte ne doit pas être écrit en capitales (les noms de famille non plus), ni en gras, ni en italique, ni en « petit »…
- Le gras n'est utilisé que pour surligner le titre de l'article dans l'introduction, une seule fois.
- L'italique est rarement utilisé : mots en langue étrangère, titres d'œuvres, noms de bateaux, etc.
- Les citations ne sont pas en italique mais en corps de texte normal. Elles sont entourées par des guillemets français : « et ».
- Les listes à puces sont à éviter, des paragraphes rédigés étant largement préférés. Les tableaux sont à réserver à la présentation de données structurées (résultats, etc.).
- Les appels de note de bas de page (petits chiffres en exposant, introduits par l'outil «  Source ») sont à placer entre la fin de phrase et le point final[comme ça].
- Les liens internes (vers d'autres articles de Wikipédia) sont à choisir avec parcimonie. Créez des liens vers des articles approfondissant le sujet. Les termes génériques sans rapport avec le sujet sont à éviter, ainsi que les répétitions de liens vers un même terme.
- Les liens externes sont à placer uniquement dans une section « Liens externes », à la fin de l'article. Ces liens sont à choisir avec parcimonie suivant les règles définies. Si un lien sert de source à l'article, son insertion dans le texte est à faire par les notes de bas de page.
- La présentation des références doit suivre les conventions bibliographiques. Il est recommandé d'utiliser les modèles {{Ouvrage}}, {{Chapitre}}, {{Article}}, {{Lien web}} et/ou {{Bibliographie}}. Le mode d'édition visuel peut mettre en forme automatiquement les références.
- Insérer une infobox (cadre d'informations à droite) n'est pas obligatoire pour parachever la mise en page.

Pour une aide détaillée, merci de consulter Aide:Wikification.
Si vous pensez que ces points ont été résolus, vous pouvez retirer ce bandeau et améliorer la mise en forme d'un autre article.
Danse Danse est un diffuseur en danse contemporaine à Montréal fondé en 1998. Pierre Des Marais est le directeur général et artistique de l'organisme, alors que Caroline Ohrt en est la codirectrice artistique et directrice du développement. Danse Danse bâtit annuellement une saison de danse provenant des quatre coins du monde en plus de proposer des activités autour de la danse.

## Historique
Danse Danse est créé en 1998 comme une excroissance du Festival international de nouvelle danse (FIND). O Vertigo, La La La Human Steps, Marie Chouinard et l'Agora de la danse se sont regroupés pour prendre le relais.   
Pierre Des Marais est le directeur général et artistique de Danse Danse depuis sa fondation. Clothilde Cardinal a été codirectrice de 2000 à 2014. Depuis 2016, Caroline Ohrt est la codirectrice artistique et directrice du développement,.  
Toujours en croissance, Danse Danse présente aujourd'hui plus d'une dizaine de spectacles par saison en plus de proposer des activités autour de la danse, notamment des rencontres avec les artistes, des résidences artistiques et des ateliers de danse tout public. De plus, une programmation scolaire se développe depuis 2006.  
En 2021, Danse Danse établie un partenariat avec d'autres diffuseurs canadiens (DanceHouse, Harbourfront Centre et le Centre national des Arts) afin de proposer une série de webdiffusions par année. Ce partenariat se nomme Digidanse .  
Les bureaux administratifs de Danse Danse sont situés dans l'Édifice 2-22 au cœur du Quartier des spectacles à Montréal depuis 2017.  

## Mission
Danse Danse a pour mission l’avancement et le rayonnement de la danse. L’organisme donne du temps, de l’espace et des fonds à des créateurs en offrant plusieurs résidences artistiques par année. Afin de favoriser l’accessibilité à l’art, des actions culturelles sont développées auprès de différents publics. Les jeunes vulnérables et le public scolaire sont particulièrement touchés par ces programmes.

## Artistes présentés
Au cours des saisons, le public a pu assister à divers spectacles créés entre autres par les compagnies suivantes : Crystal Pite, Nederlands Dans Theater, Batsheva Dance Company, Pina Bausch, Hofesh Shechter, Akram Khan, Marie Chouinard, José Navas et BJM - Les Ballets Jazz de Montréal.

## Lieux de diffusion
Les spectacles de Danse Danse sont généralement présentés au Théâtre Maisonneuve, à la Salle Wilfrid-Pelletier ou encore à la Cinquième Salle de la Place des Arts.